# Музей Ариана
Музей Ариана, так же известный как Музей стекла и керамики - музей искусства керамики и стекла в Женеве (Швейцария), включает более 20 000 экспонатов и охватывает период в 1 200 лет. В коллекции музея представлены керамические предметы быта средневековой Европы, произведения искусства - от китайского древнего до российского императорского фарфора.
Возведённый между 1877 и 1884 годами, музей построен в стиле неоклассицизма и необарокко (эклектика) и расположен на проспекте Пэкс, возле Дворца Наций. Своё название получил в честь матери основателя. Их личные письма и фото также представлены на 2 этаже музея. Частное собрание швейцарского коллекционера и мецената после его смерти стало собственностью муниципалитета.
С 1934 года музей является членом Женевской ассоциации художественных и исторических музеев, возглавляемых Музеем искусства и истории. Впоследствии части коллекции переданы в другие музеи ассоциации, а в обмен получены новые экспонаты, чтобы сосредоточить коллекцию на стекле и керамике.
В 1993 году музей вновь открыт после 12 лет работ по реконструкции.